# Porto de Leixões
Der Porto de Leixões ist der größte künstlich angelegte Hafen Portugals.
Der Hafen liegt im Nordwesten von Porto im Mündungstrichter des Flusses Leça auf dem Gebiet der Gemeinde Matosinhos e Leça da Palmeira und bedient die Stadt und die Großregion Porto, deren wichtigster Umschlagplatz er ist. Die Anlage wurde ab Ende des 19. Jahrhunderts errichtet und löste den veralteten Hafen am Fluss Douro ab, der westlich von Porto in den Atlantik mündet. Der Hafen verfügt über 55 Hektar Landfläche und 120 Hektar Wasserfläche und liegt unmittelbar am Atlantik. Zufahrt und Hafenbecken sind unabhängig von der Tide zu erreichen. Das langgezogene Hafenbecken wird von einer Klappbrücke überspannt. Der Hafen ist durch die Eisenbahn Linha de Leixões und mehrere Straßen angeschlossen.

## Entwicklung des Hafens

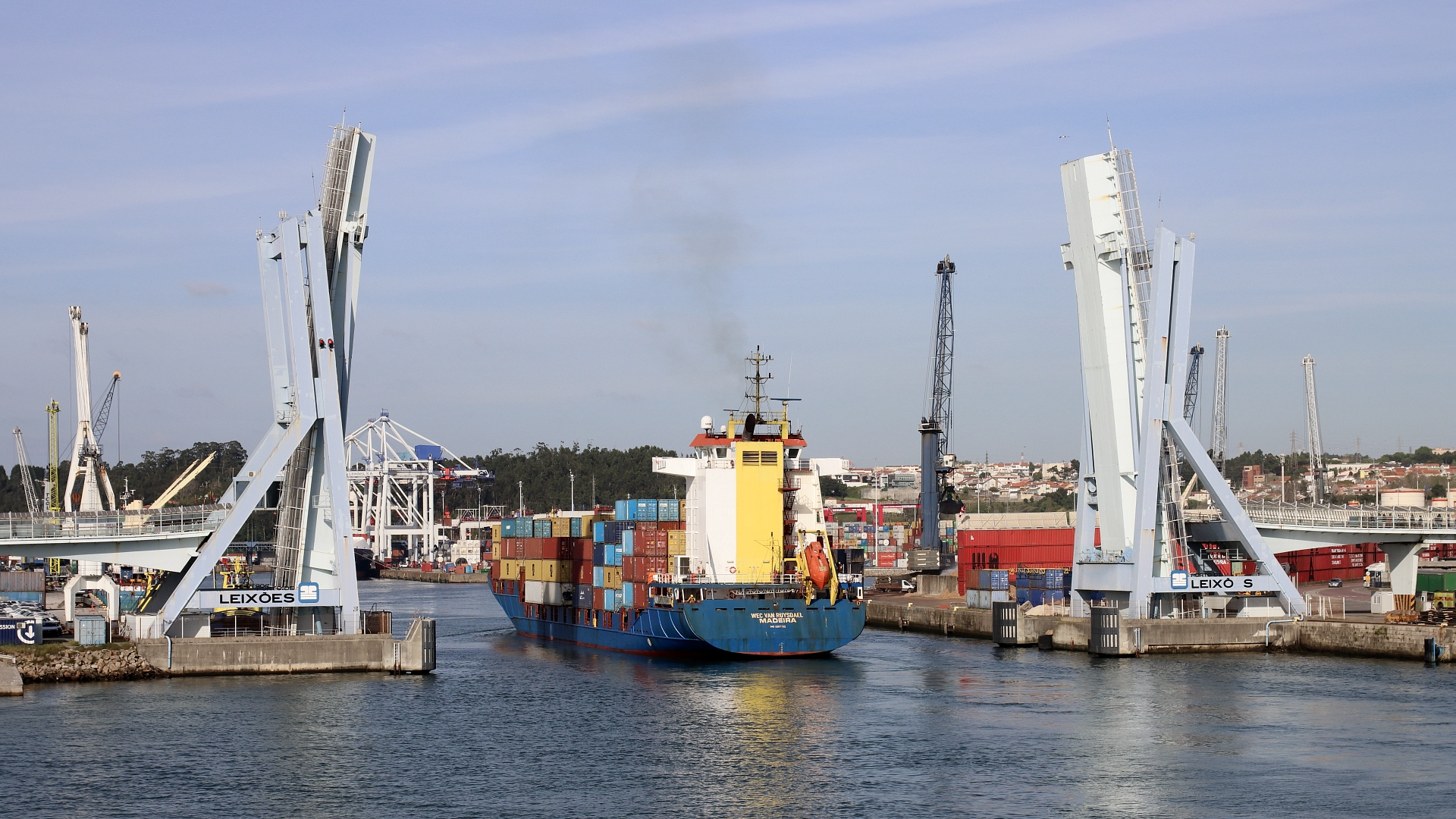
Porto de Leixões: Klappbrücke über das Hafenbecken

Nach mehrjährigen Planungen und einem internationalen Wettbewerb begannen am 13. Juli 1884 die Arbeiten für den Bau der Nord- und Südmolen des Schutzhafens von Leixões. Ende 1892 war die erste Bauphase abgeschlossen. Am 16. Februar 1895 erfolgte die endgültige Übergabe des Schutzhafens.
1908 wurde ein Plan zur Umwandlung des Schutzhafens in einen Handelshafen vorgestellt. Am 23. April 1913 erfolgte die Umwandlung in einen Handelshafen und die Bildung einer Hafenverwaltung, der Junta Autónoma das Instalações Marítimas do Porto do Douro e Leixões. Erst 1932 wurde mit dem Bau des vorderen Hafenbeckens (Doca n.º 1) begonnen. Es wurde am 4. Juli 1941 mit der Einfahrt des Marineschiffs Bartolomeu Dias eingeweiht. Das Hafenbecken weist eine Länge von 550 m und eine Breite von 175 m auf und ist mit zwei Kais mit einer Gesamtlänge von 1.000 m ausgestattet.
1955 wurde eine Hafenerweiterung genehmigt. Der Bau des südlichen Teils des Doca n.º 2 erfolgte von 1957 bis 1962. In diese Zeit fiel auch der Bau der ersten beweglichen Brücke über den Hafen zwischen den beiden Hafenbecken. Nachdem 1959 die Brücke für Fußgänger freigegeben worden war, wurde sie 1961 auch für den Autoverkehr eingeweiht. Am 8. April 1961 wurde das Passagierterminal am nördlichen Kai des ersten Hafenbeckens eröffnet.
Die weiteren Baumaßnahmen und Hafenerweiterungen waren von 1962 bis 1966 der Bau des nördlichen Teils des Doca n.º 2 und der Bau des Fischereihafens von 1965 bis 1968. 1969 wurde das Ölterminal Leixões eröffnet. Von 1974 bis 1979 wurde das Containerterminal Nord gebaut. Die Erweiterung der Hafenbecken im Anschluss an das Doca n.º 2 erfolgte von 1974 bis 1984 mit dem Bau des Doca n.º 4. 1992 wurde die Leixões Marina eröffnet.
Am 30. Juli 2007 wurde die neue Ponte Móvel (bewegliche Brücke) über das Hafenbecken in Betrieb genommen. Sie hat eine Spannweite von 86,5 m (92 m). Im April 2015 wurde das Gebäude des Kreuzfahrtterminals Leixões eingeweiht. Am 15. Dezember 2020 erfolgte die Unterzeichnung eines Vertrages zur Erweiterung des äußeren Wellenbrechers und der maritimen Zugänglichkeit des Hafens.

## Güterumschlag

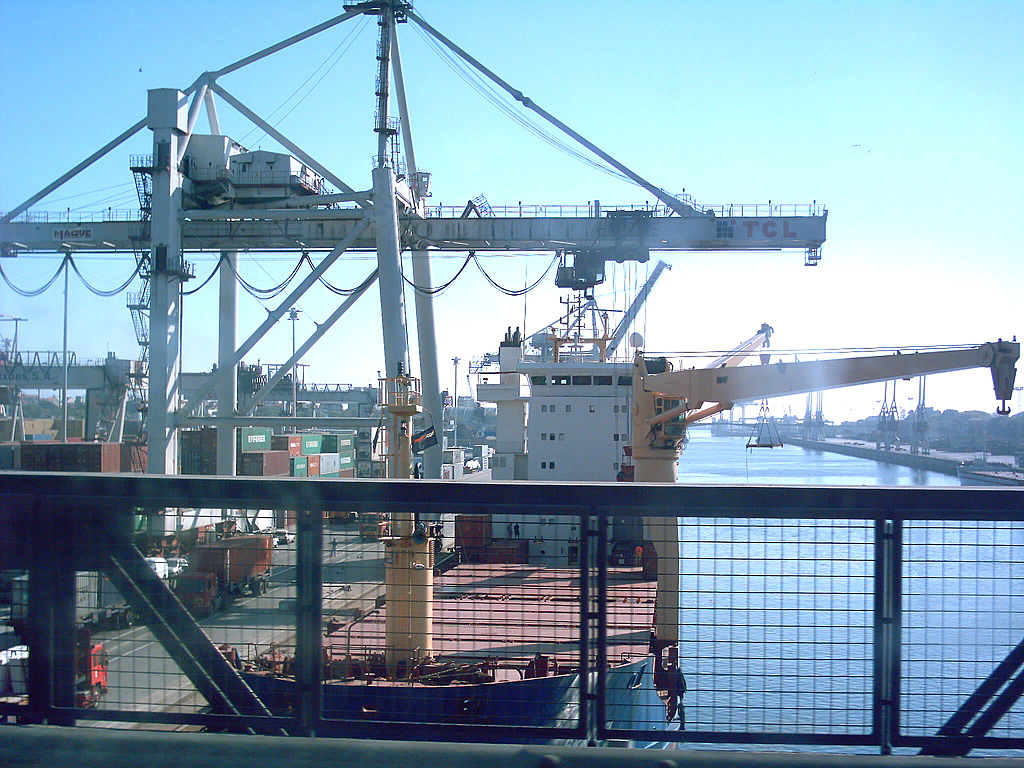
Porto de Leixões: Blick vom Viaduto Leça der A28

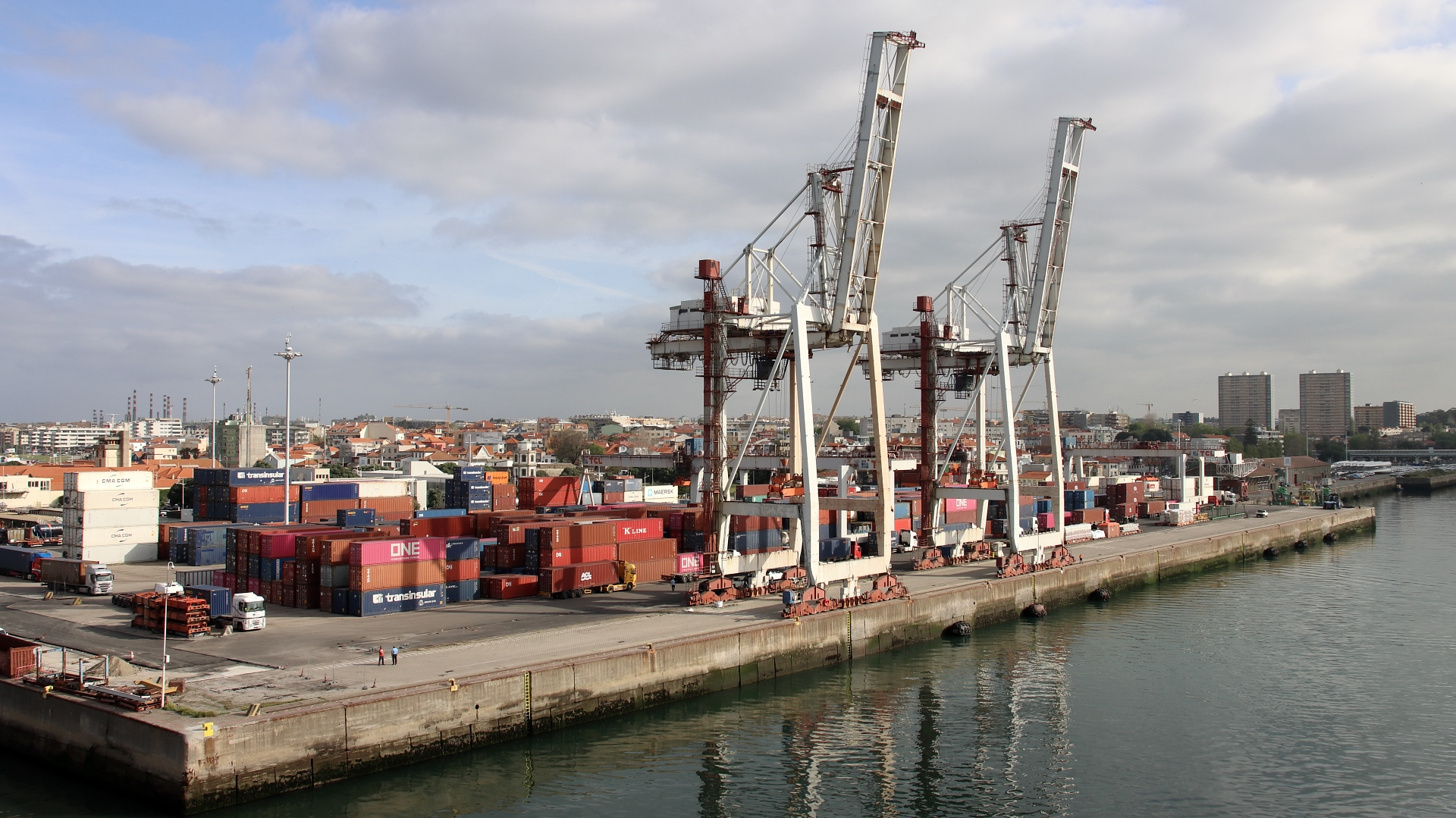
Porto de Leixões: Container-Terminal Nord

Der Hafen verfügt über fünf Kais mit Längen von 400 bis 690 m für den Umschlag von Stückgut sowie festen und flüssigen Massengütern (wie Getreide und Asphaltprodukte). Im Ölterminal an der Nordmole stehen drei Liegeplätze für unterschiedliche Schiffsgrößen bis max. 100.000 DWT zur Verfügung. Die beiden Containerterminal haben eine Länge von 360 bzw. 540 m. Außerdem gibt es ein RoRo-Terminal und ein Mehrzweck-Terminal.
Rund 25 % des internationalen Handels Portugals läuft über diesen Hafen und es werden um die 15 Millionen metrische Tonnen Güter im Jahr dort umgeschlagen. Die Zahl der umgeschlagenen Container hat sich zwischen 1994 und 2022 etwa vervierfacht.

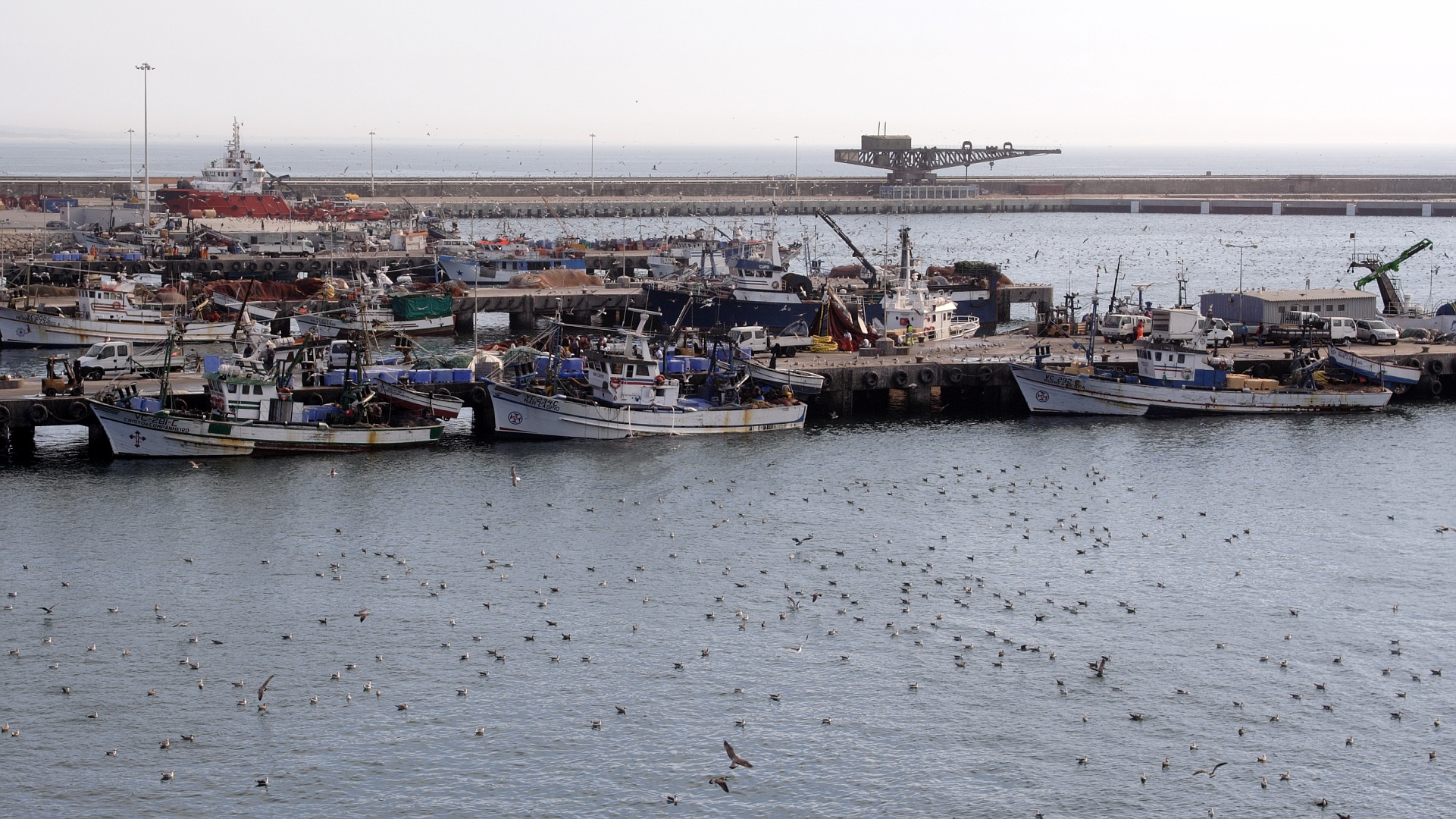
Fischereihafen im Porto de Leixoes

| Jahr | Schiffe | Güterumschlag in Tonnen | Container in TEU |
| ---- | ------- | ----------------------- | ---------------- |
| 2022 | 2434    | 14.891.000              | 713.398          |
| 2020 | 2477    | 17.076.000              | 703.919          |
| 2012 | 2591    | 16.614.561              | 470.620          |
| 2011 | 2695    | 16.363.347              | 514.088          |
| 2010 | 2695    | 14.570.082              | 481.811          |
| 2009 | 2695    | 14.138.533              | 454.026          |
| 2008 | 2695    | 15.635.100              | 450.026          |
| 2007 | 2778    | 14.947.984              | 433.486          |
| 2006 | 2766    | 14 016 182              | 378.387          |
| 2005 | 2824    | 14 050 710              | 352.002          |
| 2004 | 2802    | 13 703 505              | 349.495          |
| 2003 | 2902    | 13 450 382              | 320.433          |
| 2002 | 3086    | 12 647 541              | 304.355          |
| 2001 | 3128    | 13 264 965              | 296.616          |
| 2000 | 3007    | 13 575 030              | 281.258          |
| 1999 | 3037    | 13 739 597              | 251.401          |
| 1998 | 2876    | 13 878 344              | 243.158          |
| 1997 | 2742    | 12 117 593              | 216.406          |
| 1996 | 2646    | 12 631 665              | 202.182          |
| 1995 | 2590    | 12 777 866              | 195.486          |
| 1994 | 2580    | 12 841 532              | 176.753          |

## Fischereihafen
Der Fischereihafen ist der wichtigste Sardinenhafen des Landes und der größte in der Küstenschleppnetzfischerei. Er verfügt über drei Piere mit einer Gesamtlänge von 1.890 m an denen bis zu 46 Hecktrawler und 20 andere Fischkutter gleichzeitig festmachen können. Für handwerklichen Fischfang stehen darüber hinaus schwimmende Anlegeplattformen bereit. Das Kühlhaus verfügt über eine Kapazität von 5.500 t. Ein computergestütztes Auktionssystem vereinfacht die Vermarktung des angelandeten Fisches.

## Kreuzfahrtterminals

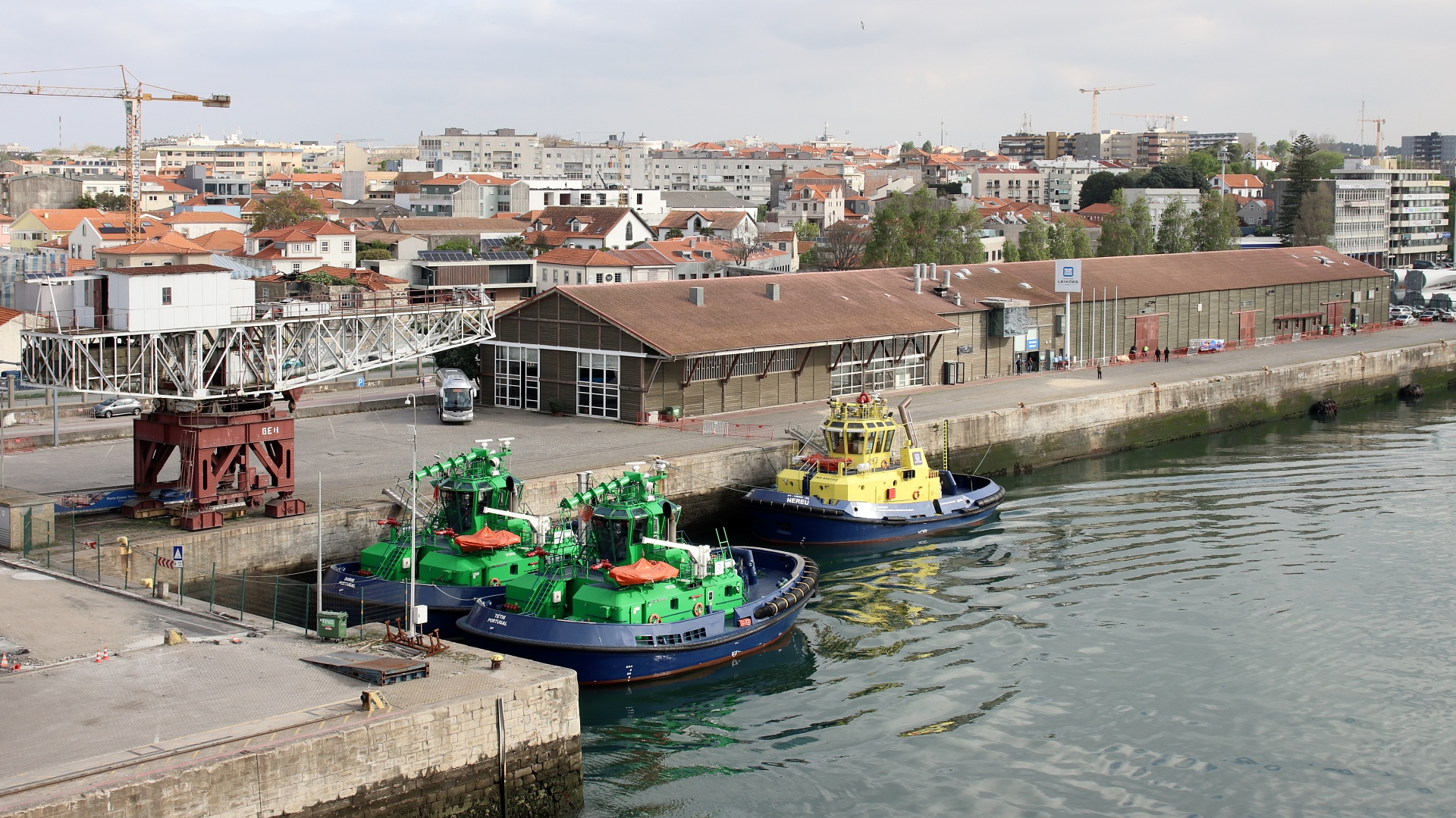
Nördliches Passagierterminal von 1961 im Porto de Leixões (2023)

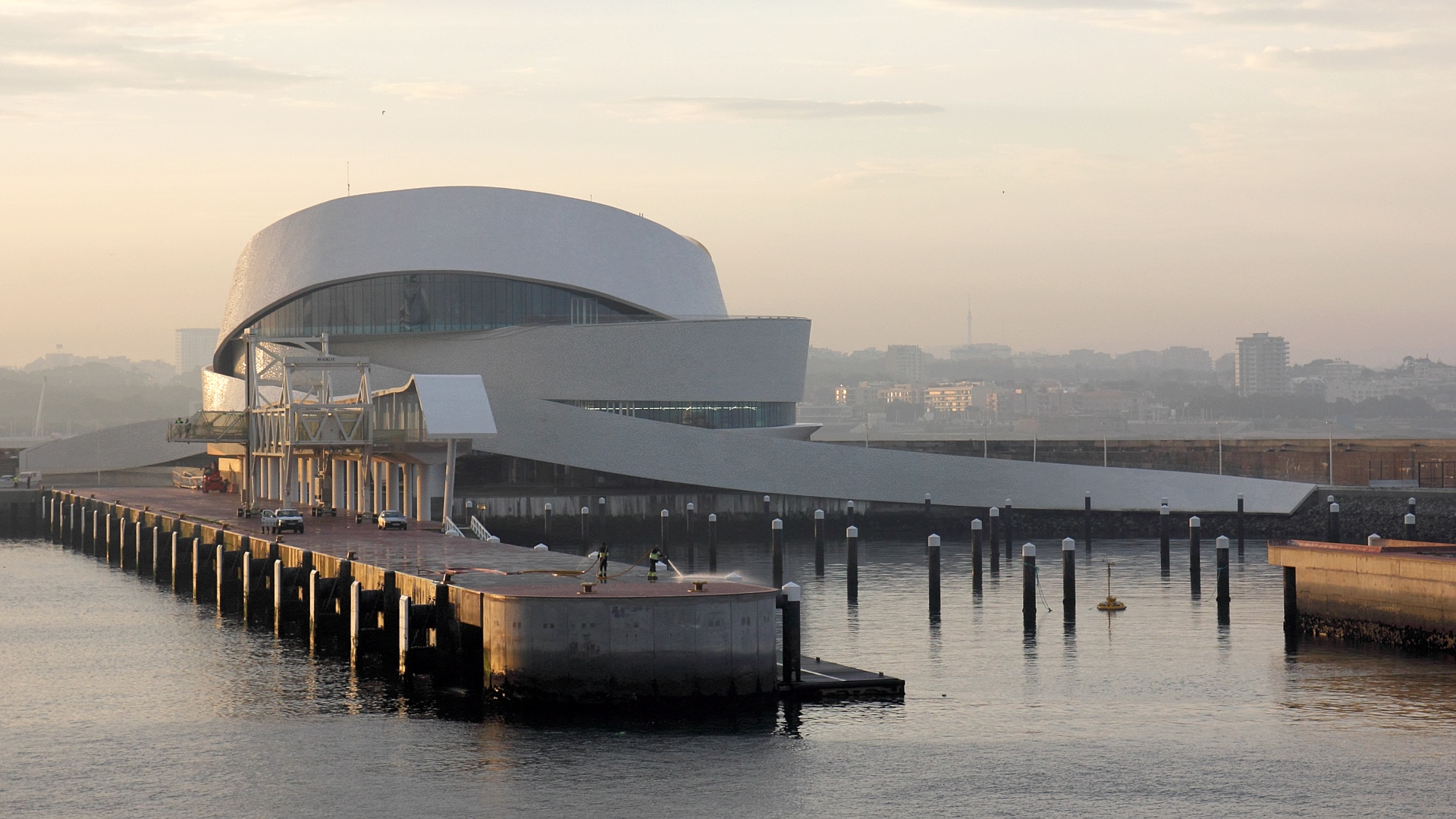
Kreuzfahrtterminal von 2015

An der Nordseite des Hafenbeckens wurde im April 1961 das nördliche Passagier- und Kreuzfahrtterminal (Estação de Passageiros) errichtet. Die Architekten waren Tito Figueiredo und Jorge Gigante. Der Liegeplatz ist für Schiffe bis 250 Meter Länge geeignet. Die Kapazität reicht für eine Abfertigung von 750 Passagieren. Für Transitpassagiere gibt es keine Kapazitätsbegrenzung. Die Holzkonstruktion des Gebäudes ist ein Beispiel der Architektur der sechziger Jahre und gilt als Teil des architektonischen und historischen Erbes der Stadt Matosinhos.
Das Kreuzfahrtterminal (Terminal de Cruzeiros) wurde 2015 nach Plänen des Architekten Luís Pedro Silva errichtet. Es liegt an der 340 Meter langen Südmole des Hafens und soll durch seine auffällige Erscheinung die Tourismuswirtschaft der Region ankurbeln. Die Gesamtkosten des 40 Meter hohen Bauwerks, bei dessen Errichtung 18.500 Kubikmeter Beton verwendet wurden, die mit einer Million weißer Fliesen verkleidet wurden, lagen bei rund 50 Millionen Euro. Der Liegeplatz ist für Schiffe bis 320 Meter Länge geeignet. Die Kapazität reicht für eine Abfertigung von 2500 Passagieren. Für Transitpassagiere gibt es keine Kapazitätsbegrenzung. Im Hauptgebäude ist außerdem der Wissenschafts- und Technologiepark des Meeres (Centro Interdisciplinar de Investigação Marinha e Ambiental (CIIMAR)) der Universität Porto untergebracht.
Im Jahr 2022 wurden in den beiden Terminals 108.626 Passagiere empfangen.

## Marina
Die Marina (Doca de Recreio) wird von der Marina Porto Atlântico betrieben. Sie verfügt über 248 Dauerliegeplätze und 4 bis 5 Gastliegeplätze. Den Nutzenden stehen Trinkwasserversorgung, Strom (Niederspannung), Feuerlöschanlage und Container für Abfall und Öl zur Verfügung.